# M2-9
La  M2-9 (conosciuta anche con il nome di Nebulosa Ali di Farfalla o semplicemente Nebulosa Farfalla) è una nebulosa planetaria scoperta da Rudolph Minkowski nel 1947, localizzata a circa 2100 anni luce dalla Terra in direzione dell'Ofiuco.
La forma di questa nebulosa bipolare è singolare, a causa dei due particolari lobi di materiale che fuoriescono dalla nana bianca che costituisce il centro della nebulosa. Si stima che lo strato esteriore di materia abbia circa 1200 anni.
Questa nebulosa è il risultato dell'evoluzione finale di una stella binaria, situata al centro della stessa, le cui componenti sono una stella gigante e una nana bianca calda con un periodo orbitale di 120 anni. Si ipotizza che la nana bianca al centro quando si trovava nello stato evolutivo della sequenza principale fosse molto simile al Sole. Dopo essere passato per la tappa evolutiva della gigante rossa, ha espulso gli strati esterni nello spazio, lasciando il residuo stellare al suo interno. La velocità del gas in fase di espansione supera i 320 km/s.